# 須田都古
須田都古（すだ みやこ、1978年3月7日 - ）は、千葉県市川市出身のバスケットボール選手である。元JOMOサンフラワーズ所属。学位は学士（愛知学泉大学・2000年）。
ニックネームは「キラ」。ポジションはガード。

## 来歴
小学生の時、女子サッカーでスポーツに目覚める。男子顔負けのプレーで頭角を表すが、バスケットボールの魅力が勝り転向。
市川市立鶴指小→昭和学院中→昭和学院高→愛知学泉大学、各世代にて数々の全国タイトルを獲得。大学2年の時、第11回ミスカレッジを受賞。各世代の日本代表でも活躍した。
愛知学泉大学卒業後、JOMOサンフラワーズに入団。
2002年現役引退。経験・実績、教職を生かし母校である昭和学院高で後輩の指導にあたった。

## 経歴
- 昭和学院高 - 愛知学泉大 - JOMO（2000年〜2002年）

## 日本代表歴
- 1997年ジュニア世界選手権
- 1997年東アジア競技大会
- 2001年夏季ユニバーシアード